# ناحیه ادیسون، شهرستان سوئیفت، مینه سوتا
ناحیه ادیسون (به انگلیسی: Edison Township) یک منطقهٔ مسکونی در ایالات متحده آمریکا است که در شهرستان سوئیفت، مینه‌سوتا واقع شده‌است.
 ناحیه ادیسون ۹۲٫۶ کیلومتر مربع مساحت و ۱۳۱ نفر جمعیت دارد و ۳۱۴ متر بالاتر از سطح دریا واقع شده‌است.